# Doug Pirie
Douglas Joseph Pirie (11 mei 1907 - Douglas (eiland Man), 19 juni 1935) was een Brits motorcoureur.

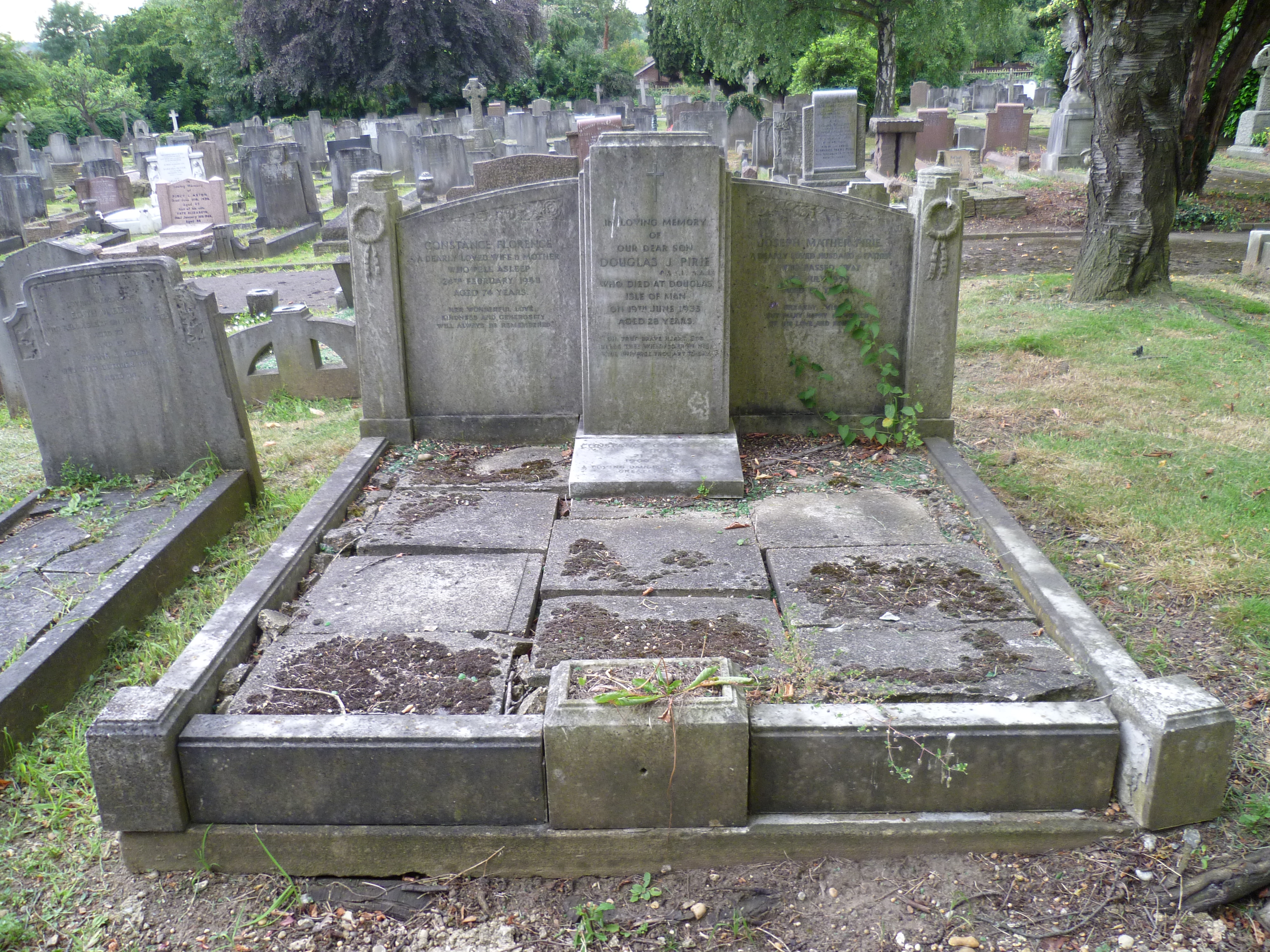
Het graf van Doug Pirie, Soutgate Cemetry, Southgate (Londen).

Doug Pirie maakte vooral furore tijdens de Manx Grand Prix, de amateur-races die als het voorportaal van de meer professionele Isle of Man TT worden beschouwd. Hij debuteerde tijdens de MGP van 1929, waar hij in de 350cc-Junior Race zevende en in de 500cc-Senior Race vijfde werd. In 1930 won hij met een Velocette KSS Mk I de Junior Race, een prestatie die hij in 1931 herhaalde. Nadat hij in 1934 ook de Senior Race won en bovendien in de Junior Race tweede werd, promoveerde hij naar de Isle of Man TT. 
Op maandag 17 juni 1935 finishte hij als vierde in de Junior TT als snelste van de Velocette KTT Mk V-rijders. Hoewel men na het dodelijke ongeval van Syd Crabtree in 1934 had besloten de regels voor het racen in slecht weer aan te scherpen, werd de 250cc-Lightweight TT gestart terwijl er in de Mountain Section hier en daar mistbanken hingen. In de vijfde (van zeven) ronde kwamen twee rijders hierdoor in problemen. Debutant Omobono Tenni werd door de mist verrast en viel bij de 32e mijlpaal, maar kon nog verder rijden. Doug Pirie viel bij de 33e mijlpaal en kwam daarbij om het leven. 

## Manx Grand Prix-resultaten

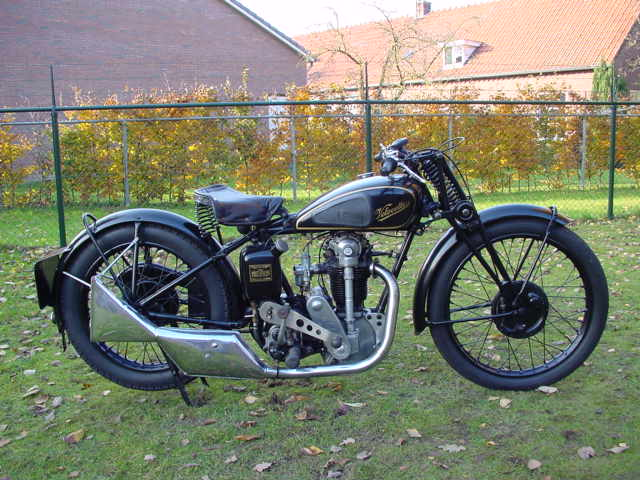
Velocette KSS Mk I

| Jaar | Klasse      | Motorfiets          | Plaats |                                   | Winnaar |
| ---- | ----------- | ------------------- | ------ | --------------------------------- | ------- |
| 1929 | Junior Race | Velocette KSS Mk I  | 7e     | Eric Lea, Velocette KSS Mk I      |         |
| 1929 | Senior Race | Scott               | 5e     | Eric Lea, Norton CS1              |         |
| 1930 | Junior Race | Velocette KSS Mk I  | 1e     | Doug Pirie, Velocette KSS Mk I    |         |
| 1930 | Senior Race | Velocette           | 4e     | Ted Merrill, Rudge                |         |
| 1931 | Junior Race | Velocette KTT Mk II | 1e     | Doug Pirie, Velocette KTT Mk II   |         |
| 1931 | Senior Race | Excelsior           | DNF    | Jock Muir, Norton CS1             |         |
| 1932 | Junior Race | Excelsior           | DNF    | J. Carr, New Imperial             |         |
| 1932 | Senior Race | Excelsior           | DNF    | Norman Gledhill, Norton CS1       |         |
| 1933 | Junior Race | Norton CJ1          | 3e     | Austin Munks, Velocette KTT Mk IV |         |
| 1933 | Senior Race | Norton CS1          | DNF    | Harold Daniell, Norton CS1        |         |
| 1934 | Junior Race | Norton CJ1          | 2e     | John White, Norton CJ1            |         |
| 1934 | Senior Race | Norton CS1          | 1e     | Doug Pirie, Norton CS1            |         |

## Isle of Man TT resultaten
| Jaar | Klasse         | Motorfiets         | Plaats |                                          | Winnaar |
| ---- | -------------- | ------------------ | ------ | ---------------------------------------- | ------- |
| 1935 | Junior TT      | Velocette KTT Mk V | 4e     | Jimmie Guthrie, Norton CJ1               |         |
| 1935 | Lightweight TT | New Imperial       | DNF    | Stanley Woods, Moto Guzzi Monoalbero 250 |         |